# Вампир Арман
«Вампи́р Арма́н» (англ. The Vampire Armand) — шестой роман из цикла «Вампирские хроники» американской писательницы Энн Райс.

## Сюжет
Повествование ведётся от лица главного героя романа Армана. Он рассказывает историю своей жизни Дэвиду Тальботу, в то время как вампир Лестат находится в забытье, осмысливая повлиявшие на него события, произошедшие в предыдущем романе «Мемнох-дьявол».
Арман был рождён с именем Андрей в Восточной Европе, Киев, в конце XV столетия, где занимался иконописью в Киево-Печерской лавре, Софийском соборе и прочих монастырях. Мальчика насильно вырвали из праведной жизни работорговцы, увезшие его сначала в Константинополь, а затем в Венецию, где продали в бордель. Однако, вскоре оттуда его выкупает вампир Мариус, нарекающий юношу Амадео.
В Венеции Мариус слывёт уважаемым живописцем эпохи Возрождения, ведёт довольно-таки эксцентричный образ жизни и в своём палаццо содержит много юных мальчиков-учеников. Мастер (как называет его Амадео) даёт своим воспитанникам кров, пищу и образование, а также способствует их респектабельному обустройству во взрослой жизни. Жизнь на вилле Мариуса остро контрастирует с нищетой, голодом и болезнями, царящими в городе. В течение длительного времени взаимоотношения Амадео и Мариуса постепенно развиваются, становясь более близкими и интимными, чем, к примеру, у Мариуса с любым из других мальчиков. Амадео спит на кровати Мариуса, что является как бы особой привилегией и становится кем-то вроде «старшего ученика». Однако, Мариус содержит Амадео под строгим контролем, ожидая от него усердия в учёбе.
Когда Амадео достигает рубежа пятнадцати-шестнадцати лет Мариус уделяет внимание его сексуальному воспитанию. Он ведёт Амадео в бордель, где оставляет на нескольких дней. Чуть позже юноша посещает мужской публичный дом и анализирует чувственность каждого пола. Амадео бисексуален. Позже он проводит несколько ночей с англичанином по имени лорд Гарлек. Гарлек желал забрать юношу к себе на родину, он был одержимым Амадео, но его любовь не взаимна. В этот период Амадео сближается с Бьянкой Сольдерини, богатой дебютанткой и куртизанкой, основная роль которой, кажется, заключается в том, чтобы устраивать ночные приёмы. Амадео соблазняет Бьянку.
Наконец, Мариус раскрывает свою вампирскую сущность перед Амадео, который почти незамедлительно упрашивает Мастера поделиться Тёмным даром. Однако, прежде могущественный вампир показывает Амадео чего стоит бессмертие: он берёт мальчика с собой на «трапезу» и наставляет Амадео, что они должны убивать лишь негодяев. Пара помогает Бьянке «избавить мир от этого флорентийца, этого банкира, который использует девушку, чтобы расправиться с теми, кто доверил ему свои счета».
В тот момент, когда Мариус находится в отъезде, лорд Гарлек врывается в палаццо вампира и нападает на Амадео, попутно убивая двух детей. Амадео убивает Гарлека, но и сам юноша тяжело ранен отравленным мечом лорда. В забытье Амадео проводит несколько дней. Но вот возвращается Мариус, который находит любимого ученика при смерти, излечивает внешние раны Амадео, а затем преподносит ему Тёмный дар.
Теперь Мариус наставник-вампир для Амадео, он проводит юного любовника в тайное убежище и показывает гробы. Даже сейчас Мариус продолжает возлагать на Амадео большие надежды в искусстве. Амадео достаточно легко принимает свою новую вампирскую сущность, хотя тёмный дар и воскрешает его детские кошмары. Пара совершает путешествие на Украину, где Амадео вновь видит свою семью: пожилую мать и отца. Последнему говорит что жив и оставляет в своём бывшем доме кольца и деньги. Амадео неимоверно рад видеть своего отца живым, ведь он полагал что того убили в степи, но вид пьющего отца причиняет юному вампиру глубокую душевную боль.
По возвращении в Венецию на палаццо Мариуса нападают вампир Сантино и его «Дети Тьмы». Они похищают Амадео и мальчиков-учеников (которых позже живьём швыряют в огонь на глазах Амадео), сжигают виллу и Мастера. Амадео в ужасе. Сантино воспитывает юного вампира по законам Шабаша ведьм. Так один из «Детей Тьмы» говорит Амадео: «Мы, вампиры, созданы быть бичом рода человеческого, как эпидемия чумы. Мы… убиваем во славу Господа, который хочет испытать человечество». Позже Амадео отсылают в Париж, где он меняет имя, становясь Арманом, и возглавляет парижское общество «Детей Тьмы» (позже «Театр вампиров»), действующего согласно законам Тьмы и воле сатаны. Именно здесь несколько лет спустя его находит Лестат (второй роман цикла «Вампир Лестат»).
Арман также излагает свои воспоминаниями касающиеся его отношений с Луи де Пон дю Лаком, Дэниелом Моллоем и некоторыми другими вампирами. Вдобавок, он делится своими сомнениями с Дэвидом: Арман считает будто видел Бьянку в Париже в XVIII столетии и задаётся вопросом кто сотворил её, не Мариус ли.
В заключительной части книги Арман объясняет, что произошло с ним после событий в романе «Мемнох-дьявол». Арман выходит на дневной свет, чтобы показать толпе Плат Вероники, и сильно сгорает, теряя способность двигаться самостоятельно, однако, выживает. Его спасают возлюбленные дети — Сибель и Бенджамин (мальчику не больше двенадцати лет).
Посредством телепатии Арману удаётся обратиться к детям и призвать их на помощь. Сибель и Бенджи полагают, что он ангел, а когда открывается тайна, то кажется будто они совсем не удивлены. В таком состоянии Арман не может самостоятельно питаться. Сибель и Бенджи обманывают торговца наркотиками и приводят его к Арману, который насыщается и полностью восстанавливается. Арман влюбляется в двух смертных детей, повторяя тем самым свои отношения с Мариусом.
Арман возвращается в часовню к Лестату и берёт с собой Сибель и Бенджика. Однако, поблизости болтаются молодые не контролирующие себя вампиры, а так как дети смертны, он беспокоится за их безопасность. Арман пытается вызволить Лестата из забытья. Потерпев очередную неудачу, вампир возвращается в дом Мариуса и обнаруживает там Сибель и Бенджи, но уже в качестве вампиров. Арман разъярён и зол на Мариуса, ведь он так хотел, чтобы Сибель и Бенджамин прожили насыщенную смертную жизнь. То обстоятельство, что мальчик в восторге от перспективы вечной жизни, только питает его гнев. Мариус объясняет бывшему компаньону, что сделал это, потому что сам Арман никогда бы не смог сотворить подобное, а Сибель и Бенджи возненавидели бы его за это. Роман заканчивается на том, что Арман просит Сибель сыграть «Аппассионату» и, конечно же, она играет.